# Сельское поселение «Новоберёзовское» (Забайкальский край)
Се́льское поселе́ние «Новоберёзовское» — муниципальное образование в Шилкинском районе Забайкальского края Российской Федерации.
Административный центр — село Новоберёзовское.

## История
Статус и границы сельского поселения установлены Законом Читинской области от 19 мая 2004 года «Об установлении границ, наименований вновь образованных муниципальных образований и наделении их статусом сельского, городского поселения в Читинской области».

## Население
| 2010 | 2011 | 2012 | 2013 | 2014 | 2015 | 2016 |
| ---- | ---- | ---- | ---- | ---- | ---- | ---- |
| 885  | ↘884 | ↘851 | ↘838 | ↘830 | ↘827 | ↘805 |
| 2017 | 2018 | 2019 | 2020 | 2021 |      |      |
| ↘781 | ↘775 | ↘743 | ↘732 | ↘634 |      |      |

## Состав сельского поселения
| № | Населённый пункт | Тип населённого пункта       | Население |
| - | ---------------- | ---------------------------- | --------- |
| 1 | Золотухино       | село                         | ↘199      |
| 2 | Нижняя Хила      | село                         | ↘117      |
| 3 | Новоберёзовское  | село, административный центр | ↘308      |
| 4 | Островки         | село                         | ↘96       |